# Mount Saltonstall
Mount Saltonstall ist ein 2975 m hoher und abgeflachter Berg in der antarktischen Ross Dependency. Im Königin-Maud-Gebirge ragt er 1,5 km südlich des Mount Innes-Taylor an der Südflanke des Poulter-Gletschers auf.
Eine Mannschaft um den Geologen Quin Blackburn (1900–1981) entdeckte ihn im Dezember 1934 bei der zweiten Antarktisexpedition (1933–1935) des US-amerikanischen Polarforschers Richard Evelyn Byrd. Byrd benannte ihn nach John Lee Saltonstall Sr. (1878–1959), einem Banker aus Beverly in Massachusetts und Geldgeber der Forschungsreise.